# María Manzano
María Gracia Manzano Arjona (Archidona, janeiro de 1950) é uma filósofa espanhola, especialista em lógica matemática e teoria dos modelos.
Manzano obteve um doutorado em 1977 na Universidade de Barcelona, com a tese Sistemas generales de la lógica de segundo orden, orientada por Jesús Mosterín. É professora de lógica e filosofia da ciência na Universidade de Salamanca.

## Obras
- Teoría de modelos (Alianza, 1990). Traduzido para o inglês como Model Theory (Ruy de Queiroz, trans., Oxford Logic Guides 37, Oxford University Press, 1999)[4]
- Extensions of First Order Logic (Cambridge Tracts in Theoretical Computer Science 19, Cambridge University Press, 1996)[5]
- Lógica para principiantes [Logic for beginners] (em espanhol, com Antonia Huertas, Alianza, 2004)